# Supercoppa d'Islanda 2006
La Meistarakeppni karla 2006 è  stata la 35ª edizione di tale competizione. Si è disputata il 7 maggio 2006 nella città di Hafnarfjörður.
A contendersi il trofeo sono l'FH Hafnarfjörður vincitore del campionato che il Valur, trionfatore nella coppa nazionale.
Ad aggiudicarsi il trofeo è stato il Valur.

## Tabellino
| Arbitro: | Garðar Örn Hinriksson |

|  |           |                 |
|  | Marcatori | 76’ Guðmundsson |